# Fryderyk II Żelazny
Fryderyk II Żelazny, Fryderyk II Hohenzollern (ur. 19 listopada 1413, Tangermünde – zm. 10 lutego 1471) – elektor brandenburski w latach 1440–1471, syn Fryderyka I Hohenzollerna.
Urodził się na zamku Tangermünde.
Od 1419 roku rozpatrywana była kwestia zawarcia małżeństwa między Fryderykiem a córką Władysława Jagiełły Jadwigą, uważaną od czasu zjazdu w Jedlni (1413) za dziedziczkę tronu polskiego. W kwietniu 1421 roku doszło do zawarcia układu między Polską a Brandenburgią, na mocy którego miało dojść do ślubu Jadwigi z Fryderykiem, w momencie osiągnięcia przez niego lat sprawnych, tj. około 1427 r. Sam Fryderyk miał przybyć jak najszybciej do Polski, by zapoznawać się z językiem i obyczajami, co nastąpiło 12 kwietnia 1422. Do ślubu jednakże nie doszło, co spowodowane zostało zarówno urodzeniem się Jagielle synów, jak i sprzeciwem cesarza Zygmunta Luksemburskiego.
W 1437 objął władzę mimo że nie był najstarszym synem Fryderyka I. Stało się tak, gdyż Fryderyk I uważał najstarszego syna, Jana, za niekompetentnego.
Po śmierci Władysława III, na zjeździe w Piotrkowie, 27 marca 1446 roku biskup Zbigniew Oleśnicki wysunął na polski tron kandydaturę Fryderyka II Hohenzollerna, która została jednak przez panów koronnych odrzucona na rzecz księcia mazowieckiego Bolesława IV. W późniejszym czasie kandydatura Fryderyka była środkiem nacisku na Kazimierza Jagiellończyka, aby wymusić na nim inkorporację Wielkiego Księstwa Litewskiego do Korony.
W 1455 roku Fryderyk podjął się mediacji pomiędzy Polską a zakonem krzyżackim. 26 września 1455 we wsi Pieniążkowo doszło do spotkania pomiędzy zainteresowanymi stronami. Do porozumienia nie doszło. Wtedy to Fryderyk wykupił Nową Marchię od Krzyżaków za 40 000 guldenów z zastrzeżeniem, że wojska krzyżackie mogą przez te tereny przechodzić.

## Dzieci
11 czerwca 1441 Fryderyk poślubił Katarzynę Saską (1421 - 23 sierpnia 1476), córkę Fryderyka I i Katarzyny Brunszwik-Lüneburg.
- Dorota (1446 - marzec 1519), poślubiła Jana VI z Saksonii-Lauenburga 12 lutego 1464.
- Małgorzata (1450 - 1489), poślubiła Bogusława X.
- Jan (1452–1454).
- Erasmus (1453-1465).